# Марта Жмуда-Тшебятовська
Марта Жмуда-Тшебятовська (пол. Marta Żmuda-Trzebiatowska, до шлюбу Анна Марія Тшебятовська, Анна Марія Тшебятовська; 26 липня 1984, Члухув, Польща) — польська акторка театру і кіно.

## Біографія
Народилася 26 липня 1984 року в Члухові, Польща.
Закінчила ліцей у Члухуві і театральну академію у Варшаві. Знімалася в телесеріалах «Кримінальні», «В добре і зле», «Дві сторони медалі», «Магда. М.», «Обличчя до обличчя». Зіграла головну роль у романтичній комедії «Не бреши, детятко» 2008 року. Брала участь у польській версії шоу Танці з зірками.

## Акторська кар'єра
У 2005 році дебютувала як акторка роллю Белли в серіалі «Будинок неспокійних престарілих», який вийшов на екрани лише в 2010 році.  Потім вона зіграла інші ролі другого плану в серіалах: Ягоду Раєвську у "Магда. М". (Magda M, 2006), Ізу Дорош у "Дві сторони медалі" (Two Sides of a Medal, 2007) та Галину Сломінську у Обличчя до обличчя (Face to Face, 2007).
Акторське визнання здобула завдяки головним ролям: Ані у фільмі «Не бреши, коханий» (2008) та Марти Оркіш у серіалі TVN «Зараз або ніколи!».  (2008–2009).  За роль у фільмі «Зараз або ніколи» отримала нагороду «Телекамера» в категорії «Актриса». Також у 2008 році разом з Адамом Кролем вона стала півфіналісткою восьмого випуску розважальної програми TVN Taniec z Gwiazdami та знялася у кліпі на пісню «Thing We've Got» групи Afromental. У наступні роки знялася в кліпах на пісні: «Wierność jest boringna» (2010) Наталії Кукульської, «Wizja Głos» (2011) Пьотра Рогуцького та «Gente que si» (2011) Карлоса Лібедінського.
У 2010 році стала акторкою театру "Квадрат" у Варшаві. Зіграла Йоанну Конєчну в серіалі TVP1 «Чичот лосу» (2010) та Моніку Міллер у «Юлії» (2011-2012), а також виконала головні ролі в кіно: Басю у «Чах» (2010) та Пауліну в «Ой, Кароль 2» (2011). Вона також з’явилася в ролі Клари у «Дівочій обітниці» (2010), Касі у «Шлюбних іграх» (2011) та Корнелії у «Виграні» (2011).  
За роль Ельзи Краузе у фільмі Ганс Клосс «Ставки більші за смерть» (2012) отримала «Змію» за найгіршу акторку, а також була номінована на антипремію в категорії «найгірший дует на екрані» (з Томашем Котом). За виконання ролі Чеслави Змражжицької у фільмі "Wkręteni 2" отримала другу в кар’єрі нагороду «Змія», цього разу за «найнезручнішу сцену», а також була номінована на антипремію за найгіршу акторку.  З 2018 року грає Ганну Сікорку в серіалі «На добре і на зло», а в 2019 році зіграла роль Сільвії Кубус в серіалі «Блондинка».
За роль Якубкової у фільмі Ксаверія Жулавського «Мова птахів» (2019) вона була номінована на премію «Орел» за найкращу жіночу роль другого плану.

## Особисте життя
Мала стосунки з танцюристом Адамом Кролем. 26 вересня 2015 року одружилася з актором Камілем Кулом, народила двох дітей.

## Фільмографія
- 2008 рік — "Не бреши, коханий / Nie kłam, kochanie" (Польща) — Аня"
- 2008 рік — "Серце на ладоні"/ Serce na dłoni (Польща) — "Малгожата"
- 2010 рік — "Торт / Ciacho (Польща)" — "Бася"
- 2010 рік — "Дівочі обіти / Śluby panieńskie" (Польща) — "Клара"
- 2011 рік — "Ох, Кароль 2 / Och, Karol 2" (Польща) — Пауліна
- 2011 рік — Переможець/ Wygrany / The Winner (Польща / США) — Корнелія"
- 2011 рік — Спершу кохання, потім весілля / Love, Wedding, Marriage (США) — "Кася".
- 2012 рік — "Ставка більше, за смерть" (Польща) — Ельза Краузе".
- 2014 рік — "Отець Матеуш" - "Лікар Ізабела Нейман"
- 2014 рік;  2018 рік — Не хвилюйся про мене (Скріал) -  "журналіст Моніка Кучинська"
- 2015 рік — Друзі" - "Наталія, партнерка Павла"
- 2016 рік — "Прикручена 2" — "Чеслава Змражжицька, вона ж Долорес Мадейрос"
- 2016 рік — "Листи до М. 2" — Моніка, наречена "Рудого".
- 2016 рік — Бангістан - Кетрін Поланскі
- 2016 рік — Гейша - "Домініка "Оксамит"
- 2017 рік — "Няня у великому місті" - "Матильда, блогер "MamaTylda", мама Стася"
- 2018 року — "На краще чи на гірше - "Лікар Ганна Сікорка"
- 2019 рік — Блондинка (серіал) -  "ветеринар Сільвія Кубус"
- 2019 рік — "Розмова птахів" - "Якубцова"
- 2019 рік — Дівчата війни - "Альоша"
- 2021 рік — Красива і безробітна - "Тамара, власниця Грети"
- 2021 рік — "Кухня (серіал)" Helena "Szparaga" Sokołowska
- 2022 рік — Бейбіс - "Ада"
- 2022 рік — "Мій агент - " Вона сама"
- 2023 рік — Нові сусіди - "Юдіта"